# Liste von Bergen in Ägypten
Liste von Bergen in Ägypten:
| Höhe   | Name                              | Region        | Koordinate            | Bemerkung        |
| ------ | --------------------------------- | ------------- | --------------------- | ---------------- |
| 2642 m | Dschabal Katrina (Katharinenberg) | Dschanub Sina | 28° 31′ N, 033° 57′ O | höchste Erhebung |
| 2642 m | Dschabal Zubayr                   | Dschanub Sina | 28° 31′ N, 033° 57′ O |                  |
| 2624 m | Dschabal Abū Rūmayl               | Dschanub Sina | 28° 30′ N, 033° 57′ O |                  |
| 2578 m | Dschabal Umm Shūmar               | Dschanub Sina | 28° 22′ N, 033° 55′ O |                  |
| 2543 m | Dschabal al Khalā                 | Dschanub Sina | 28° 27′ N, 033° 56′ O |                  |
| 2455 m | Dschabal al Li‘dah                | Dschanub Sina | 28° 27′ N, 033° 56′ O |                  |
| 2436 m | Dschabal ath Thabţ                | Dschanub Sina | 28° 16′ N, 034° 01′ O |                  |
| 2413 m | Dschabal Rimḩān                   | Dschanub Sina | 28° 21′ N, 033° 57′ O |                  |
| 2343 m | Dschabal Abū Shajarah             | Dschanub Sina | 28° 23′ N, 033° 56′ O |                  |
| 2297 m | Dschabal al Azraq                 | Dschanub Sina | 28° 27′ N, 033° 58′ O |                  |